# Ходжа Нияз
Ходжа́ Ния́з (Ходжа́ Ния́з-хаджи́, уйг. خوجا نىياز ھاجى‎) — уйгурский государственный и политический деятель, первый президент Тюркской Исламской Республики Восточный Туркестан, государства, существовавшего де-факто на территории будущего Синьцзян-Уйгурского автономного района КНР.

## Биография

### Ранний период жизни
Ходжа Нияз родился в 1889 году в селе «Тараат», в Кумуле. В детстве был отдан родителями учиться в медресе «Ханлик» города Кумула, где учился вместе с внуком князя Кумула. В 17 лет отец поженил Ходжа Нияза, чтобы избежать службы сына у князя Кумула.
В 1907 году, он присоединяется к восстанию дехкан против князя Шамахсута и китайских властей, который заключает отца Ходжа Нияза в тюрьму с целью поймать сына. Ходжа Нияз вскоре уезжает в Турфан, поступает учиться в медресе «Астана», где знакомится с будущими своими соратниками, братьями-купцами Мухити. Проучившись год, вынужден был уехать из Турфана. Присоединившись к паломникам, отправляется в хадж, в Мекку.
В 1912 году возвращается на родину, где он присодиняется к восстанию во главе с Тимур-халпой. Активно участвует в боях, и становится одним из лидеров восставших. После поражения восстания, ходит в Чугучак, где устраивается работать пастухом у крупного уйгурского купца. Но вскоре вынужден будет перебраться в Российскую империю, в Семиречье. В Жаркенте устраивается на работу к крупному уйгурскому предпринимателю и лидеру уйгуров Семиречья, Валиахуну Юлдашеву. В период гражданской войны в России, по рекомендации Валиахуна Юлдашева устраивается в уйгурские отряды самообороны. Со временем знакомится со многими крупными уйгурскими купцами и общественными деятелями, в том числе с Абдуллой Розыбакиевым. В 1923 вместе с Валиахуном Юлдашевым, перебирается в Кульджу, затем в Урумчи, где вместе с братьями Мухити начинает организовывать подпольную антикитайскую организацию. Налаживает связи с крупными уйгурскими предпринимателями и общественными деятелями.

### Роль в уйгурском освободительном движении
В 1927 году Ходжа Нияз возвращается в Кумул, на похороны своего отца. Через некоторое время к власти в Кумуле приходит внук Шамахсута, после смерти князя, вместе учившийся с Ходжа Ниязом. Новый князь приглашает Ходжа Нияза к себе на службу, где он получает высокую должность. Параллельно Ходжа Нияз хаджи продолжает работу по организации широкомасштабного восстания против Китая на всей территории Восточного Туркестана.
В 1929 году происходит конфликт между кумульским князем Баширом и новым губернатором Синьцзяна Цзинь Шуженем. Латентный конфликт в 1931 году переходит в открытое противостояние. 20 февраля 1931 года начинается восстание уйгуров в Кумуле, затем перебросившееся в другие регионы Восточного Туркестана: Турфан, Кашгар, Хотан, Куча.
12 ноября 1933 года образовывается Тюркская Исламская Республика Восточный Туркестан. Президентом становится Ходжа Нияз.

### Смерть
Удерживался в Урумчи просоветскими деятелями, пытался добиться контакта со Сталиным, но получал отказ. Ходжа Нияз был умерщвлён петлёй после долгих пыток в тюрьме города Урумчи 21 августа 1941 года. По другой версии, умер в 1938.

## Галерея

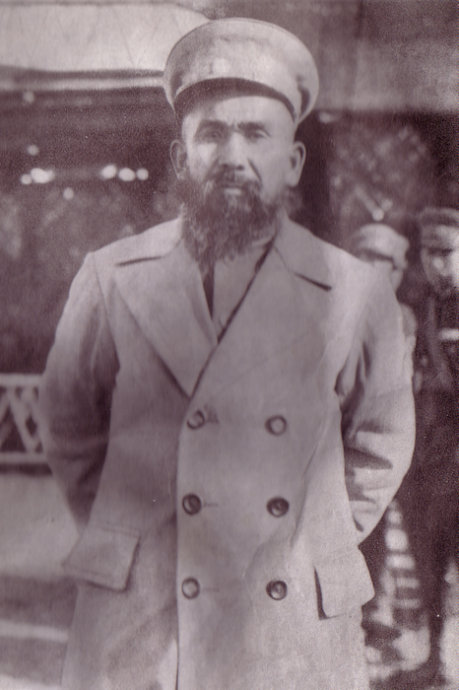